# Чичил
Чичил (болг. Чичил) — село в Болгарии. Находится в Видинской области, входит в общину Кула. Население составляет 85 человек.

## Политическая ситуация
Чичил подчиняется непосредственно общине и не имеет своего кмета.
Кмет (мэр) общины Кула — Марко Петров Петров (Болгарская социалистическая партия (БСП)) по результатам выборов в правление общины.